# Avicularia exilis
Avicularia exilis là một loài nhện trong họ Theraphosidae và thuộc chi Avicularia. Loài này phân bố ở Suriname.